# 天祚
天祚（935年九月—937年十月）是南吴睿帝杨溥的第四個年號，共计3年。

## 改元
- 大和七年——九月四日，改元天祚元年。[2][3][4]
- 天祚三年——十月五日，齊王徐誥稱帝，建立南唐，改元昇元元年。[5][6][7]

## 紀年對照表
| 天祚 | 元年  | 二年  | 三年  |
| ---- | ----- | ----- | ----- |
| 公元 | 935年 | 936年 | 937年 |
| 干支 | 乙未  | 丙申  | 丁酉  |

## 同期存在的其他政权年号
- 中國
  - 清泰（934年－936年）：後唐—李從珂之年號
  - 天福（936年－944年）：後晉—石敬瑭之年號
  - 永和（935年－936年）：閩—王延鈞之年號
  - 通文（936年－939年）：閩—王繼鵬之年號
  - 大有（928年－942年）：南漢—劉龑之年號
  - 明德（934年－937年）：後蜀—孟知祥之年號
  - 大明（931年－937年）：大義寧—楊干真之年號
  - 天顯（926年－938年）：契丹—耶律阿保機、耶律德光之年號
  - 甘露（926年－936年）：東丹—耶律倍之年號
  - 同慶（912年－966年）：于闐—尉遲烏僧波之年號
- 日本
  - 承平（931年－938年）：朱雀天皇之年號

## 深入閱讀
- 李崇智. . 北京: 中華書局. 2004年12月. ISBN 7101025129.
- 徐红岚. . 瀋陽: 辽宁教育出版社. 1998年5月. ISBN 7538246193.
- 鄧洪波. . 臺北: 國立臺灣大學東亞經典與文化研究計劃. 2005年3月  [2022-01-03]. ISBN 9789860005189. （原始内容 (pdf)存档于2007-08-25）.

## 參看
- 中國年號索引

| 前一年號： 大和 | 南吴年号 | 下一年號： 南唐：昇元 |